# Aechmea correia-araujoi
Aechmea correia-araujoi är en gräsväxtart som beskrevs av Edmundo Pereira och Moutinho. Aechmea correia-araujoi ingår i släktet Aechmea och familjen Bromeliaceae. Inga underarter finns listade i Catalogue of Life.